# Bataille de Suiyang
Notes
fait suite à la Bataille de Yongqiu
Révolte d'An Lushan
La bataille de Suiyang (睢陽之戰) ou siège de Suiyang est un affrontement entre l'armée Yan et l'armée Tang qui a lieu en 757, lors de la Révolte d'An Lushan. Bien que cette bataille prît la forme d'un siège, et non d'une bataille rangée, avec la victoire finale des Yan, ces derniers ont subi d'importantes pertes en hommes et en temps.
La bataille est notable pour la détermination de l'armée Tang à combattre jusqu'au dernier homme, et aussi en raison d'actes de cannibalisme qui ont eu lieu pendant le siège.

## Situation avant le début du siège
En janvier 757, An Lushan est tué par son propre fils, An Qingxu (en). Le même mois, Qingxu ordonne au général Yin Ziqi (尹子奇) d'assiéger Suiyang. Yin Ziqi rejoint Yang Chaozong, un autre général de Qingxu, avant de commencer le siège, et c'est donc avec une armée forte de plus de 130 000 hommes qu'il se prépare à attaquer la ville. Xu Yuan (許遠), alors gouverneur de Suiyang, a entendu parler de Zhang Xun et de la manière dont il a défendu la forteresse de Yongqiu face aux troupes de Lushan. Il demande alors de l'aide à Xun, qui accepte immédiatement. En effet, ce dernier sait que si Suiyang tombe, le reste des territoires des Tang situé au sud du fleuve Yangzi Jiang sera menacé.

## Déroulement de la bataille

### Début des hostilités

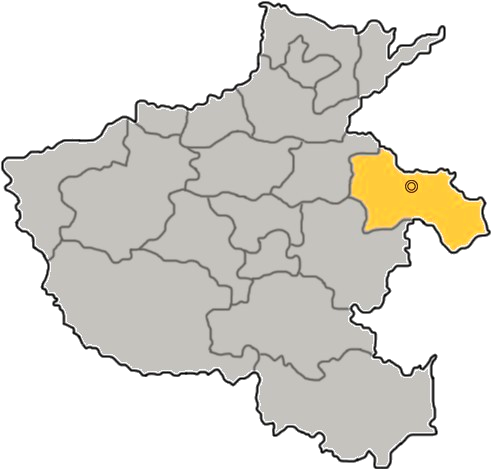
Localisation de la ville de Shangqiu, qui est située à l'emplacement où se trouvait Suiyang lors de la bataille

L'ensemble des troupes de Zhang Xun et Xu Yuan, soit environ 7 000 hommes, se prépara à défendre Suiyang au péril de leur vie. Xu Yuan se consacrait à la gestion des approvisionnements et les réparations à effectuer après la bataille, pendant que Zhang Xun se concentrait sur la tactique à utiliser lors des combats.
Malgré le siège de l'armée Yan se prolongeant jour après jour, les soldats Tang n'ont jamais baissé les bras. Reprenant une tactique qu'il avait déjà utilisée lors de la bataille de Yongqiu, Zhang Xun fit jouer des tambours de guerre pendant la nuit, agissant ainsi comme si ses troupes allaient sortir de la forteresse pour se battre. En conséquence, l'armée du Yan fut forcée de monter la garde pendant la nuit et souffrit d'un manque de sommeil. Le temps passant, certains soldats du Yan cessèrent de tenir compte de ces tambours et d'enfiler leur armure à chaque fois qu'ils retentissaient, préférant continuer à dormir. Une fois sûr que les troupes de l'armée du Yan avaient baissé leurs défenses, Zhang Xun organisa des embuscades nocturnes, couronnées de succès.
Zhang Xun voulait depuis longtemps porter un coup dur au moral des Yan, ce pour quoi le meilleur moyen était de blesser ou de tuer le général Yin Ziqi. Cependant, à une époque où la photographie n'existait pas encore, le principal problème de Xun était qu'il ne savait absolument pas à quoi ressemblait Yin Ziqi, sans parler du fait qu'il devait être au milieu d'autres soldats. Zhang se tourna donc vers la psychologie. Il ordonna à ses troupes de tirer des herbes dures, au lieu de flèches, sur quelques soldats ennemis. Quand ceux-ci virent qu'ils étaient touchés par des mauvaises herbes et qu'ils n'étaient donc pas tués, ils furent fous de joie. Ils se précipitèrent vers Yin Ziqi pour lui signaler que l'armée Tang était déjà à court de flèches. Pendant ce temps, depuis les remparts, Zhang Xun observait où couraient ces soldats, et ordonna à ses meilleurs archers de viser Yin Ziqi. L'une de ces flèches frappa Yin Ziqi à l'œil gauche, jetant instantanément l'armée du Yan dans le chaos. Le siège s'acheva à la suite de ce coup majeur asséné au moral des Yan.
Après seize jours de siège et d'embuscades, l'armée du Yan avait déjà perdu 20 000 hommes. Yin Ziqi, toujours blessé à l’œil, décida que son armée était trop fatiguée pour combattre et ordonna une retraite temporaire pour se regrouper. Deux mois plus tard, Yin Ziqi revint assiéger Suiyang avec 20 000 soldats supplémentaires.
À l'origine, Xu Yuan s'était préparé pour la bataille à venir en stockant 1 an de nourriture dans la ville, mais le gouverneur du district avait insisté pour qu'il partage cette importante réserve de nourriture avec d'autres forteresses voisines. En conséquence, les stocks de nourriture étant beaucoup moins importants que ce que Xu Yuan avait initialement prévu, les soldats Tang connurent une grave pénurie alimentaire dès le mois de juillet. Ils recevaient de très petites rations quotidiennes de riz et s'ils voulaient plus de nourriture, ils devaient se contenter des animaux, des insectes et des racines d'arbres qu'on pouvait trouver dans le voisinage.
Yin Ziqi ayant remarqué que la famine sévissait dans les rangs de l'armée Tang, il ordonna à d'autres troupes d'encercler complètement Suiyang pour couper toutes les sources d'approvisionnement possibles. Il fit de nombreuses tentatives pour s'emparer de la ville en utilisant des échelles de siège, mais elles furent toutes repoussées par des troupes Tang très déterminées. Yin Ziqi usa même de charrettes tirant des crochets pour essayer d'abattre les tours de la forteresse, avec un succès limité. En effet, les soldats Tang réussirent à détruire ces crochets avant que des dégâts importants ne soient faits aux fortifications. Mais même en prenant en compte ces succès lors des combats, Zhang Xun savait qu'avec seulement 1 600 soldats, pour la plupart d'entre eux malades ou affamés, la bataille serait bientôt une cause perdue.
En août, tous les insectes, les animaux et la végétation de la zone assiégée avaient été mangés. Zhang Xun a ordonné à 30 de ses meilleurs soldats, dont son meilleur capitaine, Nan Jiyun (南霽雲), de tenter une percée et d'aller demander l'aide des forteresses voisines. Nan Jiyun et 26 autres soldats réussirent à percer les lignes ennemies, mais aucun des gouverneurs locaux voisins n'était disposé à offrir des troupes et des vivres. À force de faire le tour des gouverneurs, Nan Jiyun se retrouva à demander de l'aide à Helan Jinming (賀蘭進明), le gouverneur du Linhuai voisin (臨淮). Helan était jaloux depuis longtemps des capacités de Zhang Xun et voulait aussi préserver ses forces. Il refusa d'aider les assiégés et, à la place, il offrit à Nan Jiyun une grande fête, pour essayer de le convaincre de rejoindre ses rangs. Nan répondit : « La raison pour laquelle j'ai risqué ma vie pour venir ici est que les civils locaux et mes camarades n'ont rien à manger depuis plus d'un mois. Comment puis-je manger un tel festin quand je sais ce que mes camarades doivent endurer ? Bien que j'aie échoué dans ma mission, je vous laisserai un doigt comme preuve que je suis venu ici ». Immédiatement après ce discours, Nan Jiyun coupa (ou, dans certaines versions, arracha) un de ses doigts, avant de repartir à cheval.
Le courage de Nan Jiyun sut finalement convaincre un gouverneur local, Lian Huan (廉垣), de lui prêter 3 000 soldats. Nan et les renforts se frayèrent un chemin à travers les rangs du Yan pour gagner Suiyang, mais ces combats furent dévastateurs, et seulement un millier de soldats venant de l'extérieur parvinrent à l'intérieur de la forteresse.
Les soldats Tang affamés, alors réduits à environ 1 600 au total et sans possibilité d'aide extérieure, sombrèrent dans le désespoir. Presque tout le monde tenta de convaincre Zhang Xun de se rendre, ou de trouver un moyen de s'échapper vers le sud. Zhang Xun et Xu Yuan en discutèrent, et Xu Yuan conclut : « Si Suiyang tombe, le Yan sera libre de conquérir le reste de la Chine du sud. Et en plus, la plupart de nos soldats sont trop fatigués et affamés pour courir. Le seul choix qui nous reste est de nous défendre le plus longtemps possible et d'espérer qu'un gouverneur proche viendra nous aider ». Zhang Xun étant d'accord avec lui, Zhang Xun tint le discours suivant devant ce qui restait de ses troupes : « Les gouverneurs voisins sont peut-être peu élégants, mais nous ne pouvons pas être déloyaux. Un autre jour que nous pouvons attendre, c'est un autre jour pour que le reste des Tang préparent leurs défenses. Nous nous battrons jusqu'à la fin ».

### Cannibalisme
À cette époque, la forteresse de Suiyang était depuis longtemps en état de famine. L'Ancien Livre des Tang dit :
尹子奇攻圍既久，城中糧盡，易子而食，析骸而爨，人心危恐，慮將有變。巡乃出其妾，對三軍殺之，以饗軍士。曰：“諸公為國家戮力守城，一心無二，經年乏食，忠義不衰。巡不能自割肌膚，以啖將士，豈可惜此婦，坐視危迫。”將士皆泣下，不忍食，巡強令食之。乃括城中婦人；既盡，以男夫老小繼之，所食人口二三萬，人心終不離變。

Yin Ziqi assiégeait la ville depuis longtemps. La nourriture dans la ville était épuisée. Les habitants échangeaient leurs enfants pour manger et cuisiner les cadavres des morts. La peur s'était répandue (en ville) et on s'attendait au pire. À cette époque, Zhang Xun sortit (de chez lui avec) sa concubine et la tua devant ses soldats afin de les nourrir. Il a dit : "Vous avez travaillé d'arrache-pied pour protéger cette ville pour le pays de tout votre cœur. Votre loyauté est sans compromis malgré la faim qui persiste. Puisque je ne peux pas découper ma propre chair pour vous nourrir, comment puis-je garder cette femme et ignorer la situation dangereuse ?" Tous les soldats pleuraient, et ils ne voulaient pas manger. Zhang Xun leur ordonna de manger la chair. Après, ils ont attrapé les femmes de la ville. Après que les femmes aient été chassées, ils se sont tournées vers les vieux et les jeunes hommes. 20 000 à 30 000 personnes ont été mangées. Les gens sont toujours restés loyaux.
Xu Yuan a également tué ses serviteurs, ainsi que le rapporte Le Nouveau Livre des Tang:
...遠亦殺奴僮以哺卒...

...(Xu) Yuan a aussi tué des domestiques pour nourrir les soldats....
Les raisons qui poussent les survivants à rester fidèle aux Tang et à Wu Yuan sont expliquées dans Le Nouveau Livre des Tang :
被圍久，初殺馬食，既盡，而及婦人老弱凡食三萬口。人知將死，而莫有畔者。城破，遺民止四百而已。

Après que la ville ait été assiégée pendant longtemps, les chevaux furent mangés en premier. Quand il n'y eut plus de chevaux, ils se sont tournés vers les femmes, les vieux et les jeunes. 30 000 personnes au total ont été mangées. Les gens savaient que leur mort était proche et personne ne s'est rebellé. Quand la ville est tombée, il ne restait que 400 personnes.
Il est possible que tous les soldats et civils morts aient également été dévorés après cet incident.

### Chute de Suiyang
Les soldats Tang ont combattu courageusement jusqu'au début du mois d'octobre, mais, avec moins de 400 hommes en vie et des défenseurs qui n'avaient plus assez de forces pour tirer des flèches, Suiyang tomba entre les mains des Yan. Avant la chute de la ville, Zhang Xun dit : "Nous sommes épuisés et nous ne pouvons plus défendre la forteresse. Bien que nous ayons failli à l'empereur dans la vie, nous espérons continuer à tuer nos ennemis après la mort."
Zhang Xun, Nan Jiyun et Xu Yuan furent tous capturés. Une fois devant Zhang, Yin Ziqi lui demanda : "J'ai entendu dire qu'à chaque fois que vous vous battez, vous ouvrez vos paupières jusqu'à ce qu'elles se déchirent, et vous mordez vos dents jusqu'à ce qu'elles craquent. Pourquoi faite-vous ça ?" Zhang Xun répondit : "Je veux vous dévorer vivants, traîtres. Les dommages infligés à mes yeux et à mes dents ne sont rien." Yin Ziqi utilisa un poignard pour tenir ouverte la bouche de Zhang Xun, et à sa surprise, toutes les dents de ce dernier, sauf trois, étaient en effet fendues. Zhang conclut son discours ainsi : "Je meurs pour mon empereur, donc je vais mourir en paix."
Yin Ziqi admirait la bravoure et les capacités de Zhang Xun, mais il eut beau essayer de persuader ce dernier, ainsi que Nan Jiyun et Xu Yuan, ils refusèrent de rejoindre les rangs du Yan. À la fin, craignant qu'ils ne causent d'autres problèmes, Yin tua les 3 hommes, ainsi que 33 autres soldats d'élite loyaux aux Tang.

## Conséquences
Lors des deux sièges qu'il a soutenus, Zhang Xun a réussi à repousser de nombreuses et puissantes attaques des troupes du Yan, en ayant à chaque fois moins de 10 000 soldats sous ses ordres. Grâce à la détermination de Zhang Xun, les richesses du sud de la Chine sont restées hors de portée des rebelles pendant près de deux ans. Avec une si grande armée du Yan tenue à distance, les Tang ont été en mesure d'utiliser les ressources à leur disposition pour rassembler plus de troupes pour le combat et lancer la riposte contre le Yan.
Pour les Yan, les pertes ont été énormes, et malgré leurs victoires, ils sont ressortis affaiblis des combats. Avant les batailles de Yongqiu et de Suiyang, le Yan avait l'intention de conquérir toute la Chine des Tang. La taille totale de leur armée, dans l'ensemble du pays, dépassait largement les 300 000 hommes, soit bien plus que ce que les Tang pouvaient mobiliser à l'époque. Cependant, après ces deux batailles le vent avait tourné et l'armée Tang avait pris le dessus, tant en hommes qu'en matériel. Si le Yan avait conquis tout le district de Suiyang un an plus tôt, la dynastie Tang aurait peut-être pris fin en 757. La campagne de Suiyang a marqué le tournant de la guerre.